# 李叔良
李 叔良（り しゅくりょう、? - 621年）は、中国の唐の宗室。隋の上儀同三司の李禕（李虎の六男）の子。唐の高祖李淵の従弟にあたる。

## 経歴
大業13年（617年）、李淵が長安を占領すると、叔良は左光禄大夫に任ぜられ、長平郡公に封ぜられた。武徳元年（618年）、唐が建てられると、刑部侍郎となり、長平郡王に進んだ。涇州に駐屯し薛仁杲と戦った。薛仁杲の内史令の翟長孫を降した。飢饉が発生して米の価格は一斗千銭にもおよんだが、叔良は食糧を買い占めて自分の利益を図ったので、下々の人々の怨みを買っていた。薛仁杲はこのことを知って、食糧が尽きたといつわり叔良のもとに偽降をはかった。叔良は驃騎の劉感を派遣して応接させようとしたが、薛仁杲の兵は百里細川で、劉感を襲って捕らえた。叔良は恐れて、金を供出して軍をねぎらい、実務を翟長孫に委ねたので、どうにか涇州を守りきることができた。
武徳4年（621年）、突厥の侵入があり、叔良は五軍を率いて迎撃したが、流れ矢に当たって世を去った。左翊衛大将軍・霊州総管の位を追贈された。諡を粛といった。
子の李孝協が跡を継ぎ、魏州刺史に上った。子孫に李思訓・李昭道・李林甫がいる。

## 伝記資料
- 『旧唐書』巻六十 列伝第十「宗室伝」
- 『新唐書』巻七十八 列伝第三「宗室伝」